# Joan Trayter
Joan Trayter i Garcia (Figueres, 4 giugno 1926 – Barcellona, 19 agosto 2017) è stato un docente e dirigente sportivo spagnolo, presidente del comitato di gestione che resse il Futbol Club Barcelona dal 6 maggio al 15 giugno 2003.

## Biografia
Dottore in Economia e Matematica, successe a Jaume Gil Aluja come presidente della commissione economica dirigenziale, da cui passò a guidare il comitato di gestione che stilò il calendario elettorale del FC Barcelona.
I 15 membri della sua giunta erano, oltre al presidente Trayter: il vicepresidente Enric Lacalle, il tesoriere Jordi Pintó, il vicetesoriere Antoni Cardoner, i consiglieri Pere Perpiña, Lluís Vilajoana, Lluís Mundet, Josep Ignasi Parellada, Amador Bernabéu, Agustí Montoliu, Elisabeth Cardoner, Maria Teresa Andreu e Joan Molas, il vicesegretario Francesc Oliveras e il segretario Josep Maria Coronas.
Durante il suo mandato la sezione di pallacanestro del Barcellona vinse la sua prima Eurolega, mentre quella di pallamano vinse la sua sedicesima lega ASOBAL.